# Перепись диких кроликов
«Перепись диких кроликов» (болг. Преброяване на дивите зайци) — болгарский сатирический художественный кинофильм 1973 года режиссёра Эдуарда Захариева.
Хотя в фильме участвовали известные болгарские актёры, острая сатира заставила властей ограничить прокат в Болгарии. В 1990-х годах после падения коммунистического режима, фильм был представлен широкой аудитории и стал одним из крупных произведений болгарского кино тех лет.

## В ролях
- Ицхак Финци — Асенов
- Никола Тодев — бай Георгий (мэр села)
- Георгий Русев —  ветеринар
- Евстати Стратев —  учитель сельской школы
- Тодор Колев — молодой охотник
- Филип Трифонов — молодой инженер
- Мая Драгоманска — Красимира